# D404ME
《D404ME》(디, 사공사, 엠이)는 일본의 여가수 나카모리 아키나(中森明菜)의 여덟 번째 정규 음반으로 1985년 4월 3일에 발매하였다. (LP: L-12594, CT: LKF-8094) 제목인 “D404ME”는 자켓 사진을 촬영한 창고의 일련 번호로 이 음반을 위해 만든 가상의 스토리에도 등장하는 창고의 일련 번호이기도 하다. 1985년 8월 19일, 오리콘 주간 LP 차트에 처음으로 진입, 1위를 달성하였고 그 다음 주인 8월 26일에도 1위를 차지하는 등 2주 연속 정상을 지켰고 총 28주간 차트 톱100에 머물렀다. 이어 1985년 연간 LP 차트 7위를 기록하였다. 또한 이 음반으로 1985년 제27회 일본 레코드 대상에서 우수앨범상을 수상하였다.

## 수록곡
| #            | 제목                                                                           | 작사            | 작곡                              | 편곡            | 재생 시간 |
| ------------ | ------------------------------------------------------------------------------ | --------------- | --------------------------------- | --------------- | --------- |
| 1.           | 〈〈ENDLESS〉〉                                                                | 마츠모토 잇키   | 오누키 타에코                     | 이노우에 아키라 | 4:22      |
| 2.           | 〈〈녹턴〉(ノクターン 노쿠탄[*])〉                                             | 아스카 료       | 아스카 료                         | AKAGUY          | 4:20      |
| 3.           | 〈〈알레그로 비바체〉(アレグロ・ビヴァーチェ 아레구로 비봐체[*])〉             | 미우라 요시코   | 고토 츠구토시                     | 고토 츠구토시   | 5:01      |
| 4.           | 〈〈슬픈 로맨스〉(悲しい浪漫西 카나시 로만수[*])〉                             | 교 에이코       | 츠시미 다카시                     | 나카무라 사토시 | 4:14      |
| 5.           | 〈〈피어스〉(ピ・ア・ス 피아스[*])〉                                           | 오카다 후미코   | 다케카와 유키히데                 | 나카무라 사토시 | 4:00      |
| 6.           | 〈〈BLUE OCEAN〉〉                                                             | 유카와 레이코   | NOBODY                            | 히사이시 조     | 3:59      |
| 7.           | 〈〈마그네틱 러브〉(マグネティック・ラヴ 마구네팃쿠 라부[*])〉                 | epo             | 오누키 타에코                     | 시미즈 노부유키 | 3:37      |
| 8.           | 〈〈STAR PILOT〉〉                                                             | 치아키 테츠야   | 이마와노 기요시로 고바야시 카즈오 | 고토 츠구토시   | 4:03      |
| 9.           | 〈〈모나리자〉(モナリザ)〉                                                     | 다케하나 이치코 | 고토 츠구토시                     | 고토 츠구토시   | 5:17      |
| 10.          | 〈《INCLUDING SPECIAL VERSION》 〈미 아모레〉(ミ・アモーレ〔Meu amor é･･･〕)〉 | 강진화          | 마츠오카 나오야                   | 마츠오카 나오야 | 4:16      |
| 총 재생 시간 | 총 재생 시간                                                                   | 총 재생 시간    | 총 재생 시간                      | 총 재생 시간    | 43:09     |